# Gustav Richter (Politiker, 1833)

Gustav Richter (1833–1884). Photographie von Otto Schmidt, Tharand. um 1874

Gustav Esaias Richter (* 27. Januar 1833 in Freiberg; † 11. August 1884 in Lindenhof bei Neucoswig) war Professor an der königlich sächsischen Forstakademie Tharandt und konservativer Politiker. Er war Abgeordneter des Sächsischen Landtags und des Reichstags.

## Leben und Wirken
Richter besuchte das Gymnasium in der erzgebirgischen Bergstadt Freiberg, wo sein Vater Esaias Julius Richter als königlich sächsischer Berg-Magazin-Verwalter tätig war und den Unterhof besaß. Nach einem weiterführenden Besuch der Gewerbeschule in Plauen absolvierte er eine landwirtschaftliche Ausbildung auf den Rittergütern Reichenbach und Koitzsch. 1852/1853 schloss er ein Studium an der Forstakademie Tharandt an. Nach einer zweijährigen Tätigkeit als Verwalter des Ritterguts Klingenberg übernahm er das Rittergut Obergersdorf aus dem Besitz der Familie, verkaufte es jedoch bereits kurze Zeit später. Er wurde nun Taxator der Sächsischen Hypotheken-Versicherungsgesellschaft.
Im September 1862 heiratete er Lene Therese Olt, Tochter eines Papierfabrikanten in Oberschlema. Nach dem Tod seines Schwiegervaters Carl Gustav Olt († 1864) übernahm er dessen Grundbesitz und Papierfabrik, verkaufte diese jedoch auch nach kurzer Zeit. Er war einer der Mitbegründer des Landwirtschaftlichen Kreditvereins im Königreich Sachsen und 1866/67 dessen stellvertretender Direktor. In dieser Funktion übte er eine umfangreiche Vortragstätigkeit in landwirtschaftlichen Vereinen und wurde 1867 stellvertretender Sekretär des landwirtschaftlichen Kreisvereins des Erzgebirges. In dieser Zeit siedelte er nach Chemnitz über, wo er zu Ostern 1868 eine Lehrerstelle für Volkswirtschaft und landwirtschaftliche Betriebslehre an der Gewerbeschule antrat. Im Oktober 1870 wurde er als Professor an die Forstakademie Tharandt berufen, wo er u. a. Vorlesungen über allgemeine Wirtschaftslehre, Finanzwissenschaft, Wiesenbau und Enzyklopädie der Landwirtschaft hielt. 1882 übernahm er zusätzlich Vorlesungen der Volkswirtschaft an der Bergakademie Freiberg.
Richter war 1872 bis 1883 gewähltes Mitglied im Landeskulturrat und von diesem zum Deutschen Landwirtschaftsrat in Berlin delegiert. 1873 war er Mitbegründer und Ausschussvorsitzender der Landwirtschaftlichen Feuerversicherungs-Gesellschaft im Königreich Sachsen. Für die Mitteilungen des landwirtschaftlichen Kreisvereins im Erzgebirge fungierte er als Herausgeber, auch 1870 bis 1873 für das Amtsblatt für die landwirtschaftlichen Vereine.
1869/70 vertrat er den 36. ländlichen Wahlbezirk in der II. Kammer des Sächsischen Landtags. Von 1873 bis zu seinem Tod vertrat er den 27. ländlichen Wahlkreis. Dabei bekleidete er 1875 bis 1877 das Amt des stellvertretenden 2. Sekretärs, von 1877 bis 1881 das Amt des 2. Sekretärs und von 1881 bis zu seinem Tod das Amt des 1. Sekretärs der Kammer. Von Januar 1874 bis zu seiner Mandatsniederlegung am 18. April 1882 gehörte er zusätzlich im 7. sächsischen Wahlkreis für die Deutsche Reichspartei dem Reichstag in Berlin an. Dort hatte er 1881/82 das Amt des Sekretärs inne. Richter starb im August 1884 in der Nervenheilanstalt Lindenhof bei Neucoswig.